# Jackson County (North Carolina)
Jackson County ist ein County im Bundesstaat North Carolina der Vereinigten Staaten. Der Verwaltungssitz (County Seat) ist Sylva, das nach dem Zimmermann William D. Sylva benannt wurde.

## Geographie
Das County liegt weit im Westen von North Carolina, grenzt im Süden an South Carolina, ist im Norden etwa 30 km von Tennessee entfernt und hat eine Fläche von 1281 Quadratkilometern, wovon 10 Quadratkilometer Wasserfläche sind. Es grenzt im Uhrzeigersinn an folgende Countys: Haywood County, Transylvania County, Macon County und Swain County.
Jackson County ist in 15 Townships aufgeteilt: Barker’s Creek, Canada, Caney Fork, Cashiers, Cullowhee, Dillsboro, Greens Creek, Hamburg, Mountain, Qualla, River, Savannah, Scott Creek, Sylva und Webster.

## Geschichte
Jackson County wurde 1851 aus Teilen des Haywood County und des Macon County gebildet. Benannt wurde es nach dem Präsidenten Andrew Jackson.
20 Bauwerke und Stätten des Countys sind insgesamt im National Register of Historic Places eingetragen (Stand 3. März 2018).

## Demografische Daten
Nach der Volkszählung im Jahr 2000 lebten im Jackson County 33.121 Menschen in 13.191 Haushalten und 8.587 Familien. Die Bevölkerungsdichte betrug 26 Einwohner pro Quadratkilometer. Ethnisch betrachtet setzte sich die Bevölkerung zusammen aus 85,68 Prozent Weißen, 1,67 Prozent Afroamerikanern, 10,20 Prozent amerikanischen Ureinwohnern, 0,51 Prozent Asiaten, 0,02 Prozent Bewohnern aus dem pazifischen Inselraum und 0,55 Prozent aus anderen ethnischen Gruppen; 1,38 Prozent stammten von zwei oder mehr Ethnien ab. 1,74 Prozent der Bevölkerung waren spanischer oder lateinamerikanischer Abstammung.
Von den 13.191 Haushalten hatten 25,5 Prozent Kinder unter 18 Jahren, die bei ihnen lebten. 51,4 Prozent davon waren verheiratete, zusammenlebende Paare, 10,0 Prozent waren allein erziehende Mütter und 34,9 Prozent waren keine Familien. 27,0 Prozent waren Singlehaushalte und in 9,8 Prozent lebten Menschen mit 65 Jahren oder älter. Die Durchschnittshaushaltsgröße betrug 2,30 und die durchschnittliche Familiengröße war 2,79 Personen.
19,0 Prozent der Bevölkerung waren unter 18 Jahre alt. 17,9 Prozent zwischen 18 und 24 Jahre, 24,4 Prozent zwischen 25 und 44 Jahre, 25,0 Prozent zwischen 45 und 64, und 13,8 Prozent waren 65 Jahre alt oder Älter. Das Durchschnittsalter betrug 36 Jahre. Auf alle weibliche Personen kamen 95,4 männliche Personen. Auf alle Frauen im Alter von 18 Jahren oder darüber kamen 93,1 Männer.
Das jährliche Durchschnittseinkommen eines Haushalts betrug  32.552 USD und das jährliche Durchschnittseinkommen einer Familie betrug 40.876 $. Männer hatten ein durchschnittliches Einkommen von 27.738 $ gegenüber den Frauen mit 22.029 $. Das Prokopfeinkommen betrug 17.582 $. 15,1 Prozent der Bevölkerung und 9,5 Prozent der Familien lebten unterhalb der Armutsgrenze. 15,7 Prozent von ihnen sind Kinder und Jugendliche unter 18 Jahre und 15,2 Prozent sind 65 Jahre oder älter.